# Olivier Geinoz
Olivier Geinoz, né le 3 juin 1833 à Neirivue et mort dans le même village le 24 octobre 1895, est une personnalité politique du canton de Fribourg, en Suisse, membre du parti conservateur.
Il est conseiller d'État de 1865 à 1873, à la tête de la Direction militaire.

## Source
- Georges Andrey, John Clerc, Jean-Pierre Dorand et Nicolas Gex, Le Conseil d’État fribourgeois : 1848-2011 : son histoire, son organisation, ses membres, Fribourg, Éditions La Sarine, 2012, 143 p. (ISBN 978-2-88355-153-4, lire en ligne), p. 46